# Покаляне
Пока́ляне — село в Україні, у Вовчанській міській громаді Чугуївського району Харківської області. Населення становить 200 осіб. До 2020 орган місцевого самоврядування — Вовчансько-Хутірська сільська рада.

## Географія
Село Покаляне розташоване на лівому березі річки Вовча, вище за течією за 3 км розташоване село Караїчне, нижче за течією Покаляне примикає до села Вовчанські Хутори, на протилежному березі — село Зибине. Поруч із селом лежать торф'яні болота — урочище Торф'яне. Зі східної сторони села пролягає балка Яр Білий, по якій тече безіменна річка, що впадає до Вовчої.

## Історія
12 червня 2020 року, відповідно до Розпорядження Кабінету Міністрів України  № 725-р «Про визначення адміністративних центрів та затвердження територій територіальних громад Харківської області», увійшло до складу Вовчанської міської громади.
19 липня 2020 року, в результаті адміністративно-територіальної реформи та ліквідації Вовчанського району, село увійшло до складу Чугуївського району.

## Відомі люди

### Народилися
- Ярковий Іван Мефодійович — 1-й секретар Тернопільського обкому КПУ. Член ЦК КПУ в 1971—1986 р. Депутат Верховної Ради СРСР 8—10-го скликання.